# Ablakosmoly
Az ablakosmoly (Thyris fenestrella) a valódi lepkék közül az ablakosmolyfélék (Thyrididae) családjának Thyridinae alcsaládjába tartozó, kártevő lepkefaj.

## Előfordulása
Ez az eurázsiai faj Dél- és Közép-Európától a Távol-Keletig honos (Belgiumnak csak a három délkeleti tartományában él). Távol-keleti alfaja a Thyris fenestrella ussuriensis.

### Kárpát-medencei előfordulása
Magyarországon mindenfelé megtalálható.

## Megjelenése
Feketés barna szárnyán fehérek a minták. Szárnyának fesztávolsága 14–18 mm.
|  |

## Életmódja
Egy évben két nemzedéke kel ki. A lepkék a nyáron rajzanak, nappal repülnek, virágokról táplálkoznak. A hernyó az erdei iszalag (Clematis vitalba) levelét annak csúcsától a középső ér mentén végigrágja, összecsavarja, és a levélben bábozódik. A báb telel át a tápnövény levelei között. Imágója szép, derűs napokon repül.